# نیما چشم جلال بود
نیما چشم جلال بود کتابی است که تقریباً تمام مقالات جلال آل احمد در طول مدت حدود ۱۸ سال (۱۳۲۹ تا ۱۳۴۷) راجع به آثار و احوال نیما یوشیج در نشریات و کتاب‌های مختلف را دربرمی‌گیرد. این کتاب در سال ۱۳۷۶ منتشر شد.

## نقد و بررسی
امید طبیب‌زاده معتقد است دقت و وسواس شمس آل احمد و مصطفی زمانی‌نیا در انتخاب و تنظیم و ویرایش مطالب چنان است که می‌توان مطمئن بود که کتاب، منبعی بسیار اصیل و قابل‌استناد است و خواننده با مطالعهٔ این کتاب می‌تواند تصویری واقعی و علت‌ومعلولی از مناسبات نیما یوشیج و جلال آل احمد دریافت کند.